# Saint-Denis (illa de la Reunió)
Saint-Denis és la capital de l'illa de la Reunió. L'any 2005 tenia una població estimada de 133.700 habitants. Limita amb els municipis de La Possession, Sainte-Marie i Salazie. El punt més alt és la Roche Écrite, a 2.276 metres d'altitud.

## Barris
- Le Barachois
- Bellepierre
- Bois-de-Nèfles
- La Bretagne: Le Cerf
- Le Brûlé
- Les Camélias
- Champ-Fleuri

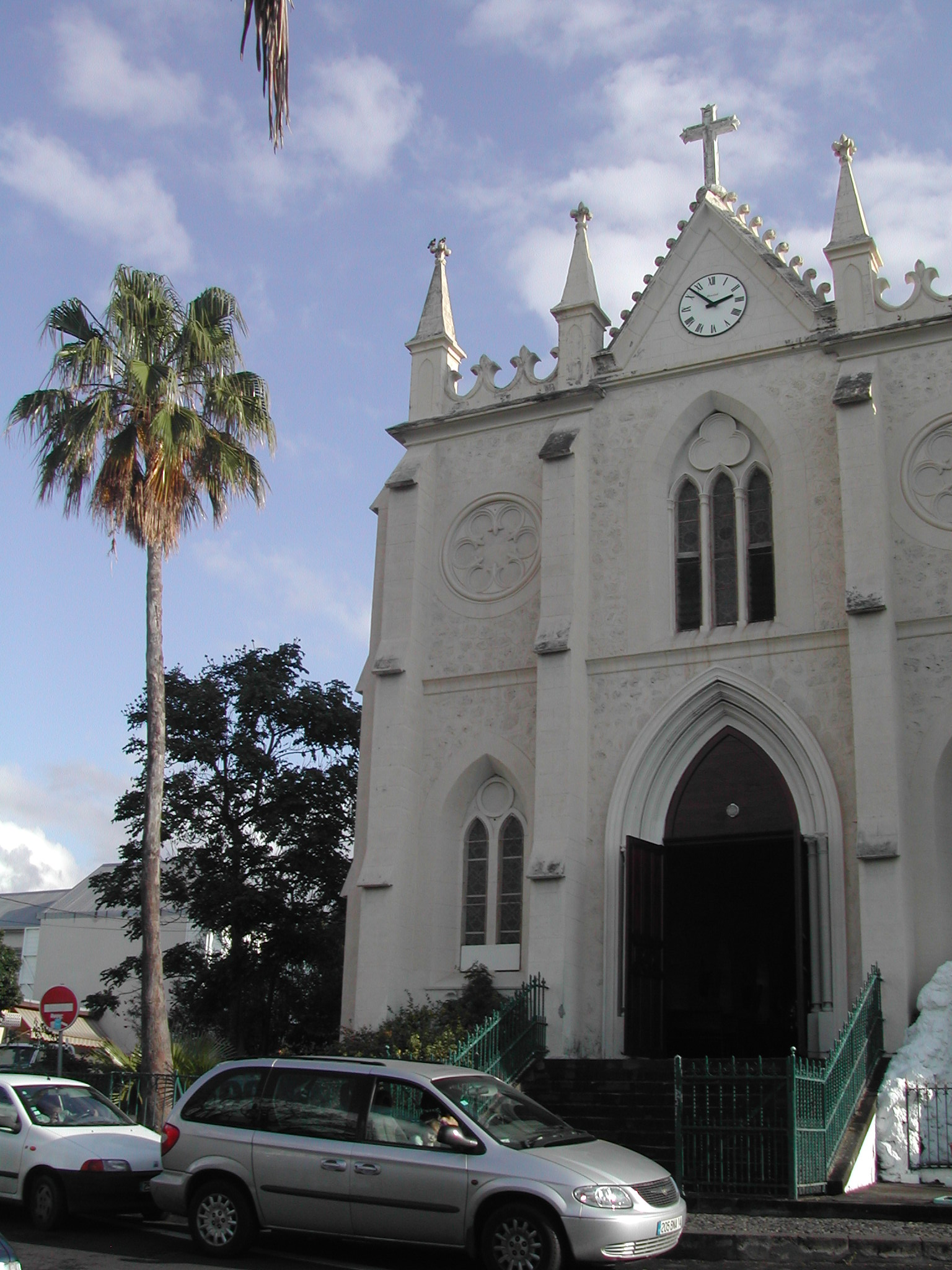
L'església del barri Saint-Jacques

- La Montagne: Le Colorado, Ruisseau Blanc, Saint-Bernard
- Montgaillard
- La Providence
- La Rivière Saint-Denis: La Redoute
- Ruisseau des Noirs
- Saint-François
- Saint-Jacques
- Sainte-Clotilde: Le Butor, Le Chaudron, Commune Prima, Domenjod, Le Moufia
- La Source
- La Trinité

## Alcaldes
| Inici del mandat | Fi del mandat   | Identitat                    |
| ---------------- | --------------- | ---------------------------- |
| 3 d'agost 1790   | juliol 1792     | Jean Baptiste Delestrac      |
| juliol 1792      | 1794            | Louis Maurice Domenjod       |
| agost 1794       | agost 1796      | Tellot                       |
| agost 1796       | 1803            | Gilles de Moinville          |
| 8 de juliol 1815 | 15 d'abril 1820 | Antoine Pithois du Filhol    |
| novembre 1848    | octubre 1849    | Gustave Manès                |
| ?                | ?               | Gilbert des Molières         |
| 1854             | 1855            | Gustave Manès                |
| maig 1945        | maig 1946       | Marie Adolphe Raymond Vergès |
| maig 1946        | juliol 1946     | Roger de Villecourt          |
| juliol 1946      | abril 1948      | Jean Chatel                  |
| abril 1948       | juny 1955       | Jules Olivier                |
| juny 1955        | juliol 1958     | Maxime Vallon-Hoarau         |
| juliol 1958      | març 1959       | Alix Guinot                  |
| març 1959        | novembre 1960   | Francis Bédier               |
| novembre 1960    | febrer 1968     | Gabriel Macé                 |
| febrer 1968      | juliol 1969     | Jules Reydellet              |
| juliol 1969      | març 1989       | Auguste Legros               |
| març 1989        | març 1994       | Gilbert Annette              |
| març 1994        | març 2001       | Michel Tamaya                |
| març 2001        | març 2008       | René-Paul Victoria           |
| març 2008        | març 2014       | Gilbert Annette              |

## Agermanaments
- Metz
- Niça
- Tànger
- Charleroi
- Taiyuan

## Llocs d'interès
- Catedral de Sant-Denis de la Reunió
- Mesquita Noor-e-Islam, la més gran de la Reunió i la més antiga que hi ha en sòl francès (1905).
- El Jardí de l'Estat i el Museu d'Història Natural de la Reunió

## Personatges il·lustres
- Ambroise Vollard (1866-1939), comerciant d'art i galerista
- Roland Garros (1888-1918), aviador
- Raymond Barre (1924-2007), polític
- Daniel Narcisse (1979), jugador d'handbol internacional

Condemnat a l'exili a la Reunió, el Rais marroquí Abd el-Krim va viure uns anys a Sant-Denis a partir del 1926.